# Kantai kessen

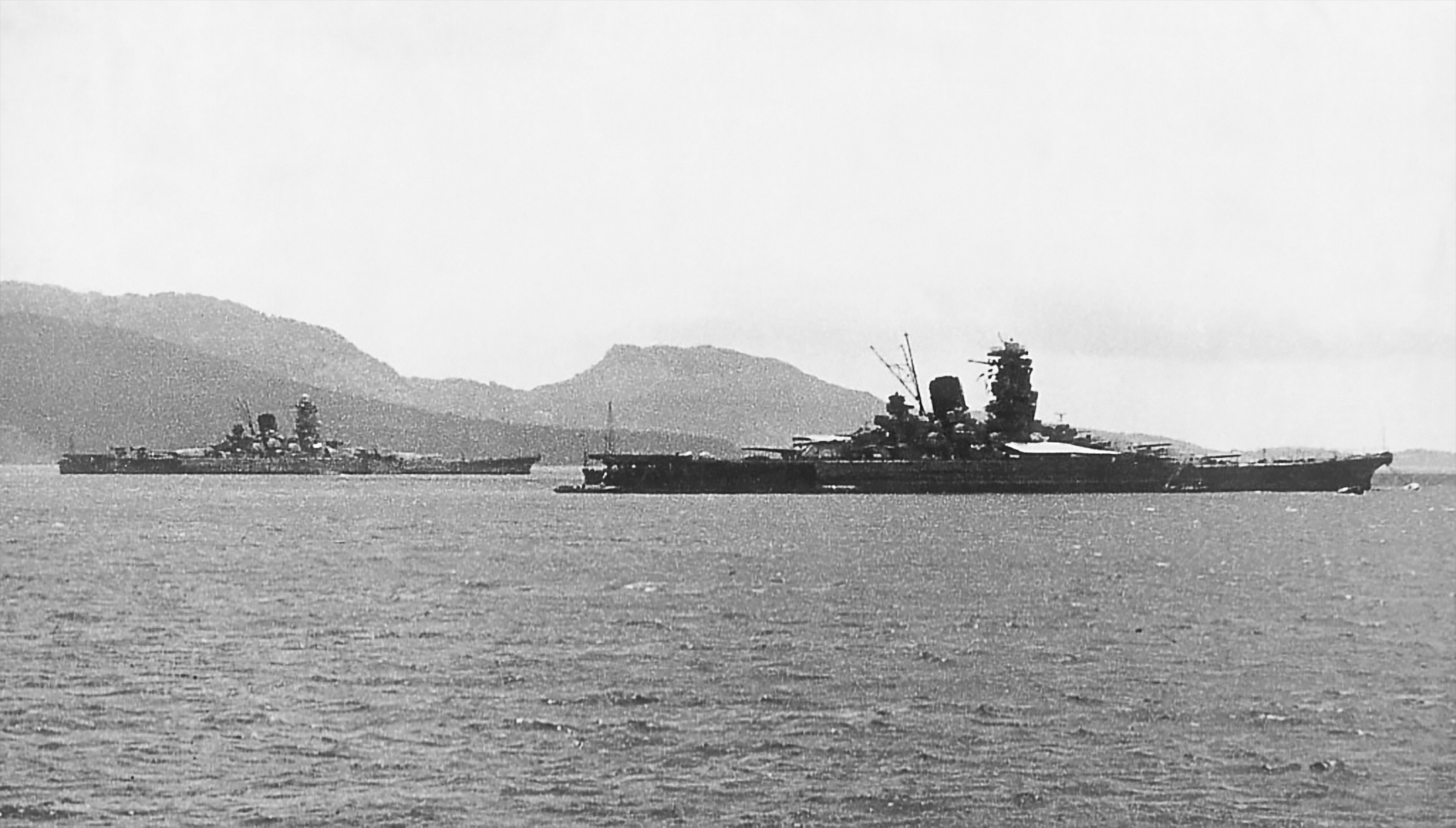
Les cuirassés japonais Yamato et Musashi sont un élément central de la doctrine japonaise de la bataille décisive.

La doctrine de la bataille décisive (艦隊決戦, Kantai kessen, « flotte navale de la bataille décisive ») est une stratégie navale (en) adoptée par la Marine impériale japonaise après la guerre russo-japonaise de 1904-1905. Elle prône l'utilisation d'une puissante flotte de cuirassés qui, en un seul mouvement, détruirait une flotte ennemie avançant pour envahir le Japon après avoir subi des pertes par attrition car elle aurait pénétré le périmètre de défense japonais.
La victoire décisive de la flotte japonaise sur la Marine impériale russe à la bataille de Tsushima valide la doctrine aux yeux de l'État-major de la marine impériale japonaise, et l'approvisionnement et les déploiements suivants sont axés sur les améliorations de la doctrine de « victoire décisive » ou kantai kessen.
L'opposition à cette doctrine apparaît dans les années 1930 par les partisans des nouvelles technologies aéronavales et sous-marines qui prévoient que la notion de ligne de bataille entre deux flottes de cuirassés opposées sera rendue obsolète. Cependant, les partisans conservateurs du kantai kessen, tels que l'amiral Osami Nagano, dominent les hautes sphères de la Marine japonaise et le concept de kantai kessen reste la principale stratégie navale japonaise durant la guerre du Pacifique.

## Contexte
Les officiers supérieurs de la Marine impériale japonaise sont fortement influencés par les travaux d'Alfred Thayer Mahan (comme L'Influence de la puissance maritime dans l'histoire, 1660-1783 (en), publié en 1890) dont la lecture est obligatoire à l'Académie navale impériale du Japon et à l'École navale impériale du Japon.
Mahan croyait que le contrôle du commerce maritime était essentiel à la domination dans la guerre. Si un combattant parvenait à priver l'utilisation de la mer à l'autre, l'économie de celui-ci s'effondrerait inévitablement, entraînant la victoire. La théorie de Mahan s'appuyait sur l'utilisation d'une flotte de navires de guerre pour établir le contrôle de la mer. L'objectif mahanien était de construire une flotte capable de détruire la force principale de l'ennemi en une seule bataille décisive. Après que cette victoire eut été gagnée, il serait facile d'imposer un blocus à l'ennemi. Pour le combattant plus faible, le but était de retarder une telle bataille décisive aussi longtemps que possible. Alors que sa flotte était encore une menace, l'ennemi ne pouvait pas risquer de diviser ses forces pour fermer les routes commerciales. Cela conduit à la stratégie d'une flotte de dissuasion, une force navale gardée délibérément dans les ports pour menacer plutôt que d'agir. Les doctrines de Mahan ont été adoptées par un certain nombre de marines et ont contribué aux types de bâtiments précieux produits au cours des dernières années du XIXe siècle et des premières années du XXe siècle.
La politique impériale de défense nationale de 1907 oriente les objectifs de l'armée japonaise loin de la Russie impériale, qu'elle venait de vaincre en 1905, et en direction des États-Unis, qui avaient patronné l'accord de paix incorporé dans le traité de Portsmouth, un accord considéré comme défavorable du point de vue japonais. L'ambition japonaise à diriger l'Asie est regardée avec suspicion par les États-Unis. La doctrine de la porte ouverte américaine vis-à-vis de la Chine manifeste un  souhait évident de contrôler les aspirations japonaises sur le continent asiatique. Dans ce contexte, les stratèges navals des deux pays commencent à élaborer des scénarios pour savoir comment un conflit futur dans le Pacifique pourrait être mené et remporté.
Se basant sur une force navale théorique des États-Unis de 25 cuirassés et croiseurs lourds répartis entre deux océans, les théoriciens navals japonais dirigés par l'amiral Satō Tetsutarō déclarent que le Japon aurait besoin d'une flotte d'au moins huit cuirassés de première ligne et huit croiseurs pour la parité. Lorsque le ministre de la Marine, l'amiral Yamamoto Gonnohyōe, présente la demande de budget pour cette flotte huit-huit à la Diète du Japon, le montant est plus du double de l'ensemble du budget national japonais de l'époque. Les limites budgétaires signifient que le programme de navires de guerre consommerait un pourcentage important des fonds destinés aux achats navals afin de compléter le projet de flotte huit-huit.

## Plan de bataille

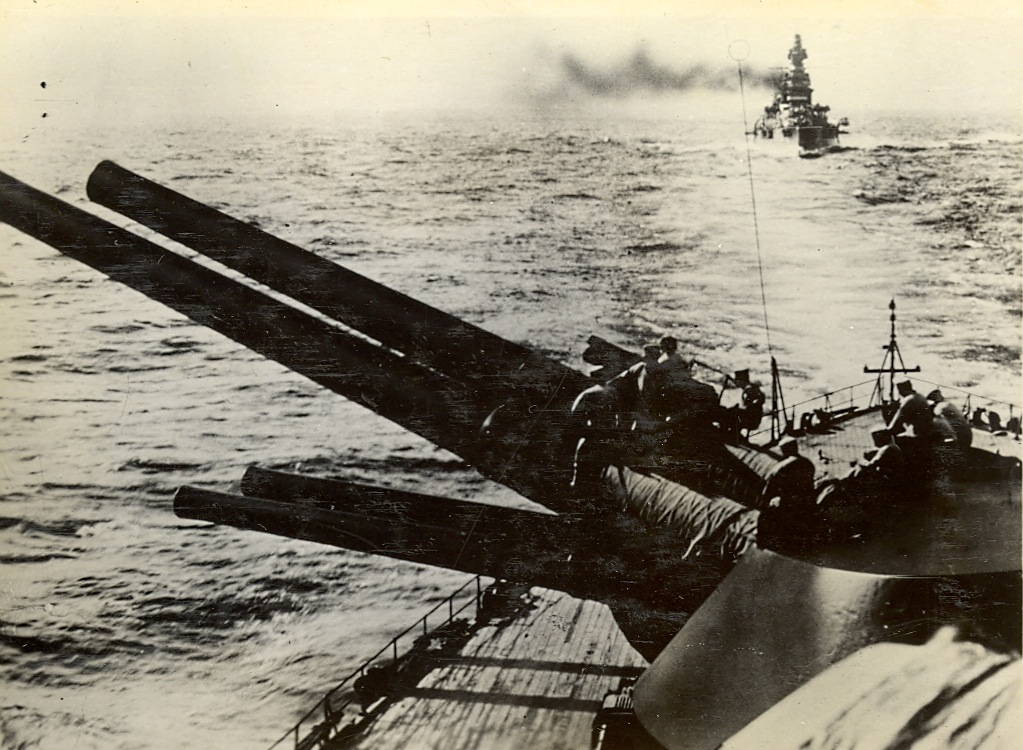
Cuirassés japonais en ligne de formation.

La stratégie kantai kessen présume une position défensive de la Marine japonaise, avec la majeure partie de sa flotte de cuirassés en réserve stratégique, alors que les forces secondaires composées de croiseurs et de destroyers mènent une campagne d'attrition contre la flotte américaine. Les stratèges japonais pensent que la flotte américaine devrait fonctionner nécessairement à une grande distance de ses sources d'approvisionnement. Cela limiterait son temps à opérer dans le Pacifique occidental et l'obligerait à s'engager dans une unique bataille majeure, une bataille que le Japon pourrait gagner de façon décisive comme il l'avait fait à la bataille de Tsushima.
Jusqu'aux années 1920, les Japonais attendent cette bataille décisive à proximité des îles Ryūkyū et à ce qu'elle soit « une défense des eaux intérieures du Japon menée uniquement par les forces de surface ». Toutefois, au fur et à mesure que la technologie évolue dans le domaine des sous-marins et de l'aéronautique, l'emplacement projeté de la bataille se déplace de plus en plus vers l'est. En 1940, les Japonais prévoient la bataille décisive « quelque part à l'est d'une ligne entre Bonin et les îles Mariannes ».
La posture défensive japonaise est considérablement renforcée par l'acquisition du mandat des îles du Pacifique de la part de la Société des Nations après la Première Guerre mondiale. Les îles du Pacifique (les îles Caroline, îles Marshall, îles Mariannes et Palaos) sont fortement fortifiées pour devenir des « porte-avions insubmersibles », des avant-postes d'où les forces japonaises pourraient détruire la flotte américaine numériquement presque à égalité et où la Flotte combinée japonaise pourrait la rencontrer et l'écraser lors d'une unique bataille décisive.
Selon la première étape du plan de bataille, les sous-marins d'attaque seraient utilisés pour affaiblir la flotte américaine de 10 %, tandis que les bombardiers japonais des bases terrestres et des porte-avions infligeraient un autre taux de sinistre de 10 %. Les attaques aériennes aéroportées japonaises neutraliseraient la flotte de porte-avions américains. Les navires d'attaque rapide et les croiseurs lourds, qui fonctionneraient probablement la nuit, détruiraient ou disperseraient les formations ennemies pour permettre une attaque massive des croiseurs légers et des destroyers qui utiliserait des torpilles Type 93 à longue distance. Selon le plan, ce moment serait la phase « décisive » de la bataille décisive, lorsque les navires de la Flotte combinée, centrés sur les cuirassés de la classe Yamato moderne, rejoindraient la bataille contre les navires américains. Enfin, les anciens navires se joindraient à la mêlée et élimineraient les derniers restes survivants de la flotte américaine.

## Inconvénients
La prémisse de Mahan selon laquelle une force navale serait incapable de récupérer après une première défaite écrasante est réfutée par la propre récupération de la Marine américaine après l'attaque de Pearl Harbor. La poursuite japonaise de « bataille décisive » est menée à tel point qu'elle contribue à la défaite du Japon de 1945,.
En dépit d'être l'un des premiers pays à construire des porte-avions et des forces aéronautiques navales, les officiers supérieurs conservateurs ne reconnaissent initialement pas leur valeur et les voient principalement comme un moyen de reconnaissance et de repérage pour la force principale. Par la suite, l'investissement réalisé par le Japon dans les cuirassés signifie que d'autres branches de la flotte, en particulier les destroyers et les escortes utilisés pour protéger les navires, sont négligées. En conséquence, les Japonais subissent des pertes importantes dans leurs attaques expéditionnaires de la part des sous-marins américains, ce qui entraîne une énorme pression sur les ressources de la machine de guerre japonaise. En outre, les restrictions opérationnelles et le déchiffrage du code naval crypté japonais par les États-Unis rendent la force sous-marine japonaise moins efficace que prévu. Elle ne peut infliger un taux de sinistre de 10 % sur la flotte américaine.
Après la bataille de Midway, il apparaît évident que la force aéronavale des porte-avions doit être le moyen de livrer un coup fatal à la Marine américaine dans une future bataille décisive. Les stratèges japonais refusent ainsi d'abandonner la doctrine du kantai kessen mais mettent dorénavant l'accent sur les porte-avions. Il ressort clairement des attaques surprises subies à Midway qu'ils doivent repenser la manière opérationnelle de leurs forces navales pour empêcher leurs porte-avions d'être surpris et détruits lors d'une future attaque aérienne. En outre, après Midway, les porte-avions et les avions prévus par les Japonais à engager dans une bataille décisive doivent être remplacés. Cela prendra la majeure partie des deux années suivantes.
Alors que le Japon perd du terrain dans le Pacifique, les stratèges navals japonais continuent de compter sur les Américains pour tenter de prendre chaque avant-poste japonais sur la route du Japon. Cependant, les Américains ont déjà décidé d'une stratégie de « saute-mouton » dans le Pacifique. Cela préserve la force de l'attaquant, tout en amenant les Japonais à perdre ces unités isolées et contournées, tout en exigeant qu'elles soient continuellement approvisionnées. Étant donné que les États-Unis ont l'initiative et peuvent choisir quand et quelle île sera envahie, ils sont numériquement supérieurs aux Japonais dans presque tous les engagements.

## Opposition

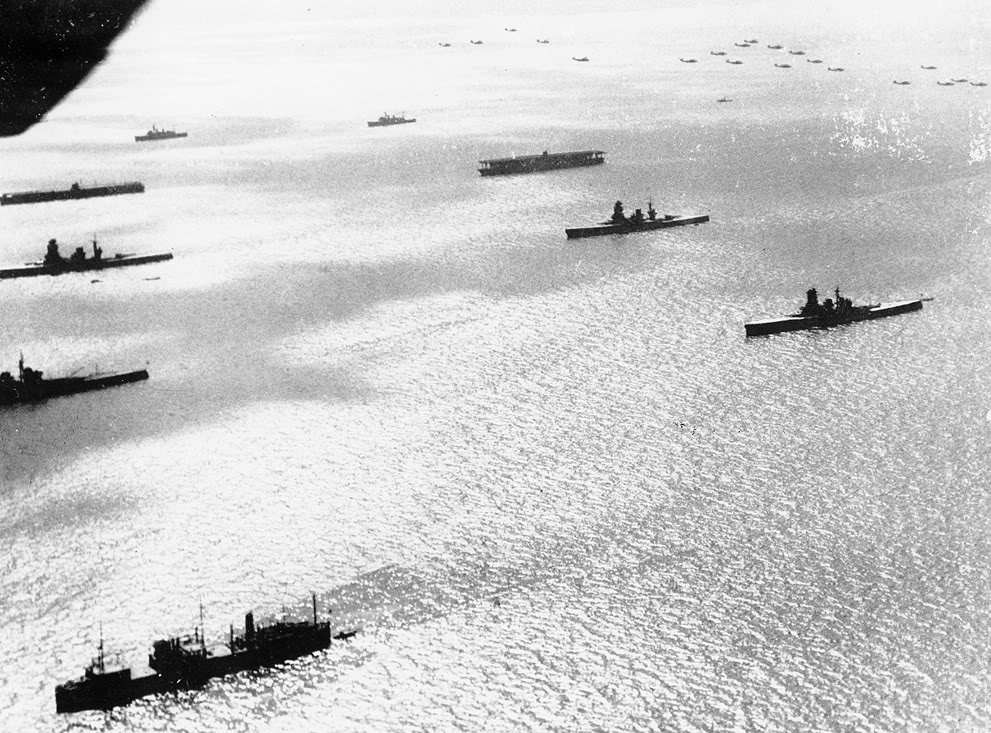
Flotte japonaise réunie pour une revue en 1938.

L'amiral Isoroku Yamamoto mène l'opposition à la doctrine traditionnelle du kantai kessen dans la Marine japonaise. Contrairement à d'autres officiers de marine, Yamamoto prétend que la construction d'énormes navires tels que le Yamato ou le Musashi est inutile, car aucun navire n'est insubmersible, en disant : « Le serpent le plus féroce peut être mangé par un essaim de fourmis. » Selon lui, les avions des porte-avions sont les énormes essaims des fourmis des nouvelles tactiques militaires. Il pense qu'il est peu probable que les armées japonaises et américaines en viennent à un engagement de cuirassés. Au lieu de cela, il déclare que la lutte dans le Pacifique sera pour le contrôle du ciel, car l'aviation navale peut projeter la puissance de feu à des distances beaucoup plus grandes que les navires de guerre. Cependant, Yamamoto est tué le 18 avril 1943 et, avec sa mort, s’éteint l'avocat le plus fervent de l'aviation navale dans la Marine japonaise.
Au fur et à mesure de la guerre, d'autres officiers s'interrogent sur d'autres aspects de la doctrine du kantai kessen. Par exemple, l'amiral Matome Ugaki déclare : « Je me demande pourquoi ils ne donnent pas assez d'importance à l'attaque d'éléments ennemis faciles à détruire, au lieu de chercher toujours une bataille décisive. » Ugaki préconise de plus petits engagements de forces concentrées pour éliminer les éléments faibles de la Marine américaine au lieu de tenter de détruire toute la flotte en une fois.

## Dans la pratique
Les batailles navales de la mer de Corail et de Midway représentent un écart par rapport à la doctrine traditionnelle du kantai kessen. Planifiées par Yamamoto, ces batailles visent à obtenir des victoires décisives pour frapper fatalement la flotte américaine dès le début de la guerre. Cependant, l'échec à garantir une victoire décisive dans la mer de Corail et la défaite désastreuse à la bataille de Midway met fin aux plans de Yamamoto d'une stratégie agressive et offensive. Plutôt que de réorganiser la flotte autour de trois groupes de porte-avions semblables à l'organisation de la Marine américaine, comme le soutenait le contre-amiral Tamon Yamaguchi avant même Midway, l'État-major de la Marine japonaise refuse d'accepter la subordination des navires aux aéronefs et reprend sa stratégie de défense plus conservatrice suivant la doctrine du kantai kessen.
Pendant la majeure partie de 1943, le Japon se concentre sur la préparation d'un périmètre de défense pour résister aux futures offensives américaines. Le périmètre défensif japonais est tel que les îles Marshall et les îles Gilbert sont laissées à l'extérieur de la région où les Japonais sont disposés à engager la Flotte combinée défensive. Les Américains s'emparent ainsi de ces deux groupes d'îles sans résistance significative de la part de la Flotte combinée.
Après la capture des Marshall début 1944, les Japonais cherchent la victoire décisive dans les Mariannes. Contrairement à leur évaluation de la valeur des îles Marshall, les Japonais considèrent que les Mariannes sont suffisamment vitales pour engager la Flotte combinée. Lors de la bataille de la mer des Philippines, surnommée par les forces américaines le « tir aux pigeons des Mariannes », les Japonais perdent plus de 400 avions et trois de leurs neuf porte-avions, subissant l'écrasement fatal de leur force aéronavale dans le Pacifique. Bien que les plans japonais prévoient que la flotte américaine soit progressivement réduite pendant les offensives américaines à travers le Pacifique, dans la réalité, c'est la flotte japonaise qui perd des porte-avions, des avions et des pilotes irremplaçables, réduisant ainsi sa capacité à gagner une bataille, et encore moins une bataille décisive, contre la flotte américaine. Cependant, les Japonais ne modifient pas leur stratégie et font une dernière grande tentative visant à obtenir une victoire navale décisive lors de la défense des Philippines.
Les Japonais savent que, pour continuer la guerre, les Philippines doivent être préservées d'une invasion américaine. Si les Philippines tombent, les lignes d'approvisionnement japonaises en provenance des champs pétrolifères de l'Asie du Sud-Est seraient coupées et la flotte et les industries japonaises seraient incapables de poursuivre la guerre. Par conséquent, les Japonais engagent toute la Flotte combinée, malgré le manque de soutien aérien suffisant, dans une dernière tentative désespérée à obtenir une victoire décisive. Le 24 octobre 1944, les flottes adverses s'engagent dans la bataille du golfe de Leyte, l'une des plus grandes batailles navales de l'Histoire. La bataille est en effet décisive, mais en tant que défaite pour le Japon, alors que la plus grande partie de la force effective de combat restante de la Flotte combinée est anéantie, la Marine impériale japonaise ne pouvant plus s'en remettre.
La recherche japonaise d'une bataille décisive pour faire basculer le cours de la guerre par des combats de cuirassés contre cuirassés est vaine. Les porte-avions américains refusent d'autoriser les navires japonais à les approcher suffisamment. La bataille décisive n'est pas menée entre les cuirassés envisagés par la doctrine du kantai kessen, mais par l'aviation navale.

## Source de la traduction
- (en) Cet article est partiellement ou en totalité issu de l’article de Wikipédia en anglais intitulé « Kantai Kessen » (voir la liste des auteurs).